# マレーグマ
マレーグマ (馬来熊、Helarctos malayanus) は、哺乳綱食肉目クマ科マレーグマ属に分類される食肉類。本種のみでマレーグマ属を構成する。

## 分布
インド北東部、インドネシア、カンボジア、中華人民共和国南西部、タイ王国、バングラデシュ、ブルネイ、ベトナム、マレーシア、ミャンマー、ラオス。シンガポールでは絶滅。
模式産地はスマトラ島。

## 形態

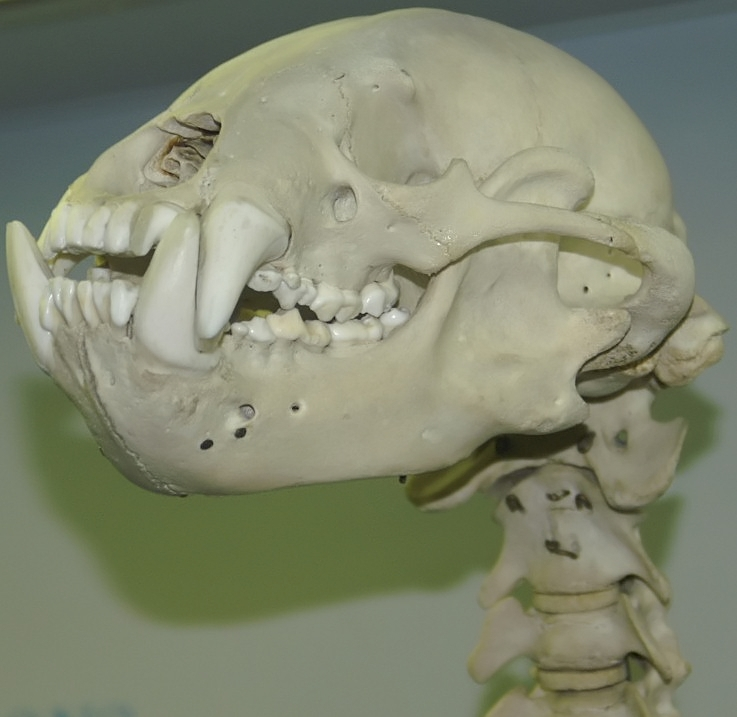
頭蓋骨

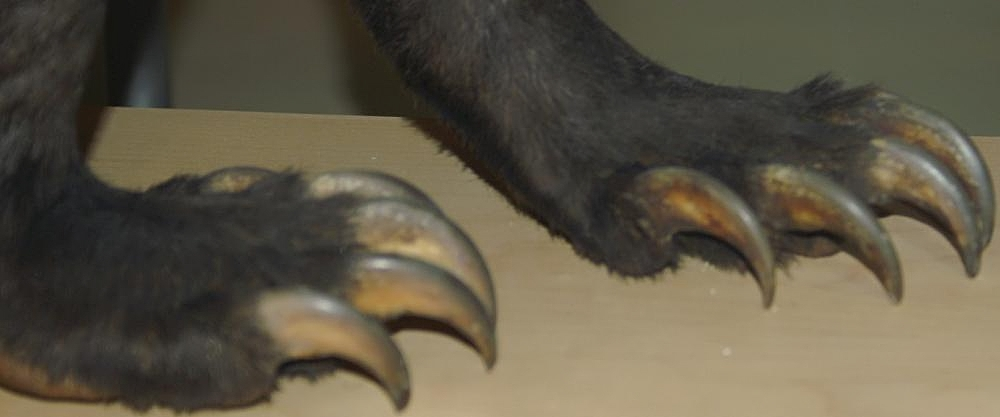
前足の鉤爪

頭胴長（体長）100 - 140 cm（センチメートル）、尾長3 - 7 cm、肩高約70 cm、体重25 - 65 kg（キログラム）と、クマ科最小種。その小ささのために英語では“Dog bear”（犬熊の意）と呼ばれることがある。全身は黒く光沢のある短い体毛で覆われる。 そのことはおそらく彼らが生息する低地気候のためであると考えられる。胸部に明るい淡白色の三日月状の模様がある。この明るい胸の模様により“Sun bear”（太陽熊の意）の名前を持つ。視覚が発達していないため、ほとんどの食べ物は鋭い嗅覚で見つける。小さくて、丸い耳と短い鼻口部を持っており、鼻口部と目の周囲には胸の模様と同色の体毛で覆われる。舌は約25 cmと長く、昆虫類を舐め獲るのに使われる。
鎌形に鋭く曲がった鉤爪を持っている。毛の生えていない大きめの足裏と併せて、おそらく木登りの手助けとなっている。地上を歩く際には内股になる内側に曲がった足も、木登りの際には威力を発揮する。

## 分類
以下の亜種の分類は、Wozencraft (2005) に従う。
Helarctos malayanus euryspilus Horsfield, 1825 ボルネオマレーグマ
ボルネオ島
基亜種より小型。
Helarctos malayanus malayanus (Raffles, 1821) マレーグマ
アジア本土、スマトラ島
飼育下では、ナマケグマと交雑した例がある。カンボジアでは、野生のツキノワグマと交雑した例がある。

## 生態
森林に生息する。夜行性で、昼間は地面からあまり離れていない低い枝の上で休息していることが多い。マレー語名はbasindo nan tenggilで、「高いところに座るのが好きな者」の意。冬ごもりは行わない。
食性は雑食で、トカゲ、鳥類やその卵、小型哺乳類、昆虫類（シロアリや蜂の巣および蜂蜜）、果実（カカオやヤシ）、若芽や根等を食べる。インドネシア語名はBeruang Maduで、「蜂蜜熊」の意。その強力な顎は堅果を割ってこじ開けることもできる。通常は直接口で食べるが、昆虫類は長い舌で絡めとって食べる。
繁殖形態は胎生で、周年一度に2匹の子熊を産むことは珍しくなく、子熊の体重はおよそ280-340 g（グラム）である。妊娠の期間はおよそ96日間だが、授乳はおよそ18か月続く。 子は3-4年で性成熟し、飼育下では32年生きた記録がある。

## 人間との関係
農作物を食害する害獣としての駆除や、毛皮や漢方薬目的の乱獲等により生息数は減少している。
人に対する凶暴性・危険性が、クマの中では一番低いため、生息地ではペットとして飼育されているケースもあり、特に子熊は、子供の良き遊び相手ともなっている。
インドネシアでは本種による人の襲撃がまれに発生しており、2017年10月3日には、スマトラ島リアウ州のゴム園で所有者夫婦が本種に襲われ、妻が死亡、夫が重傷を負う事故も発生した。